# Маяк Колумба
Мая́к Колу́мба — архитектурный памятник и главная достопримечательность Доминиканской Республики. Находится в столице страны — городе Санто-Доминго. Маяк назван в честь испанского мореплавателя — Христофора Колумба.
Маяк Колумба строили 6 лет, потратив на строительство около 70 миллионов долларов.
Строительство велось 1986—1992 гг. Первое упоминание о проекте памятника датируется 1931 годом в работах шотландского архитектора J.L.Gleave.

## Архитектурные особенности
Сооружение выполнено в виде креста и изготовлено из железобетона. Размеры: высота — 33 м, ширина — 44 м, длина — 310 м. Сбоку выглядит, как многоступенчатая индейская пирамида, сверху — как крест.
На крыше маяка установлено 157 прожекторов, которые светят вверх и проецируют крест. Мощный столб света виден на расстоянии нескольких десятков километров. Поскольку включать их ежедневно слишком дорого, иллюминацию включают дважды в год — 12 октября, в день открытия Америки и на новый год.
На стенах маяка закреплены мраморные плиты с высказываниями великих путешественников, а также цитаты Папы Римского Иоанна Павла II, который открывал Маяк в 1992 году, к 500-летию открытия Америки. Также на территории маяка находится папамобиль, а в одном из залов хранится папская казула
Внутри маяка находится мраморный мавзолей с предполагаемыми останками Христофора Колумба (есть еще захоронение Колумба в Севильском кафедральном соборе в Испании) , где несут почётный караул гвардейцы в ярко-белой форме.
В здании также расположен небольшой музей стран, которые финансово участвовали в постройке маяка.

## Галерея

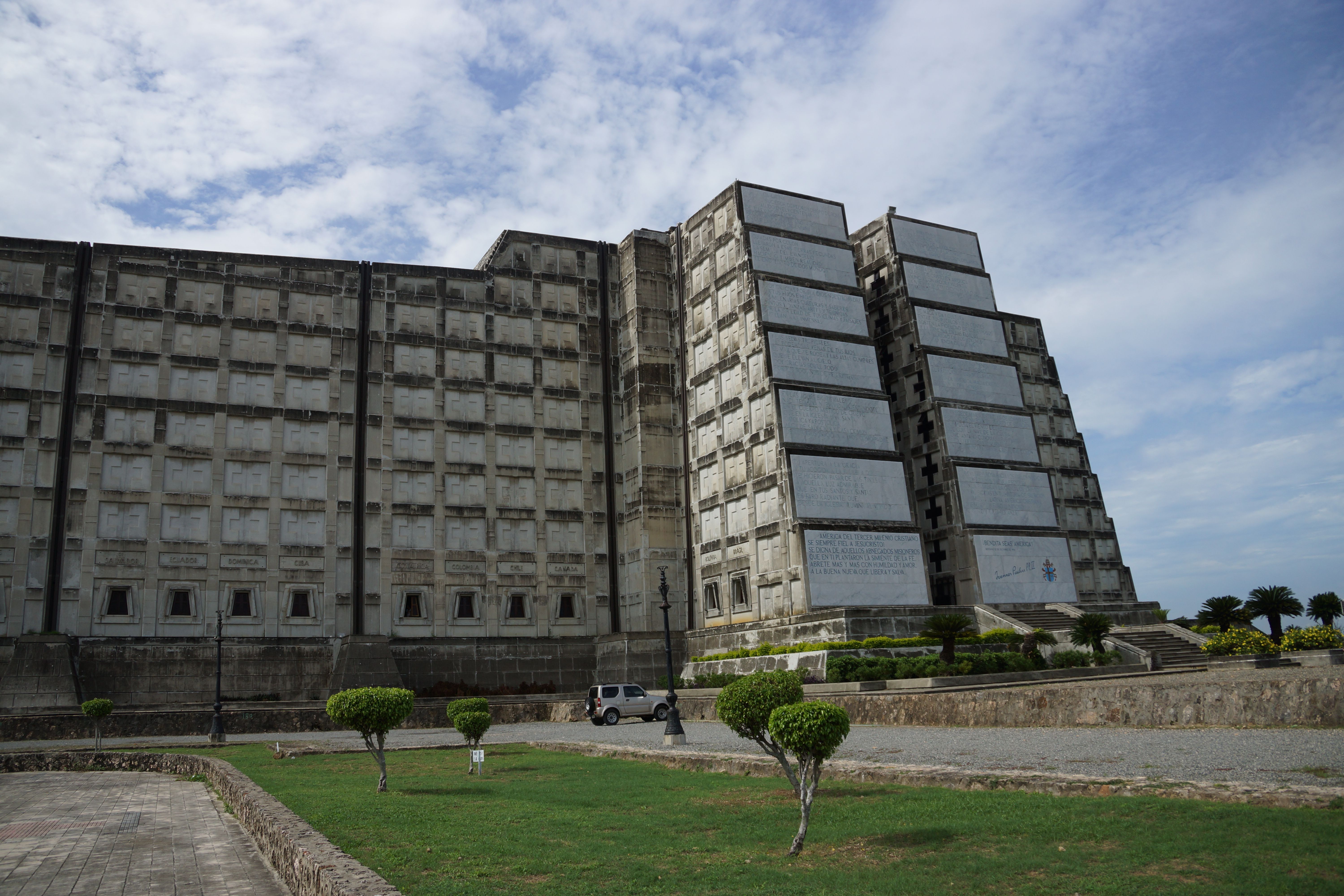
Маяк Колумба (Вид с улицы)
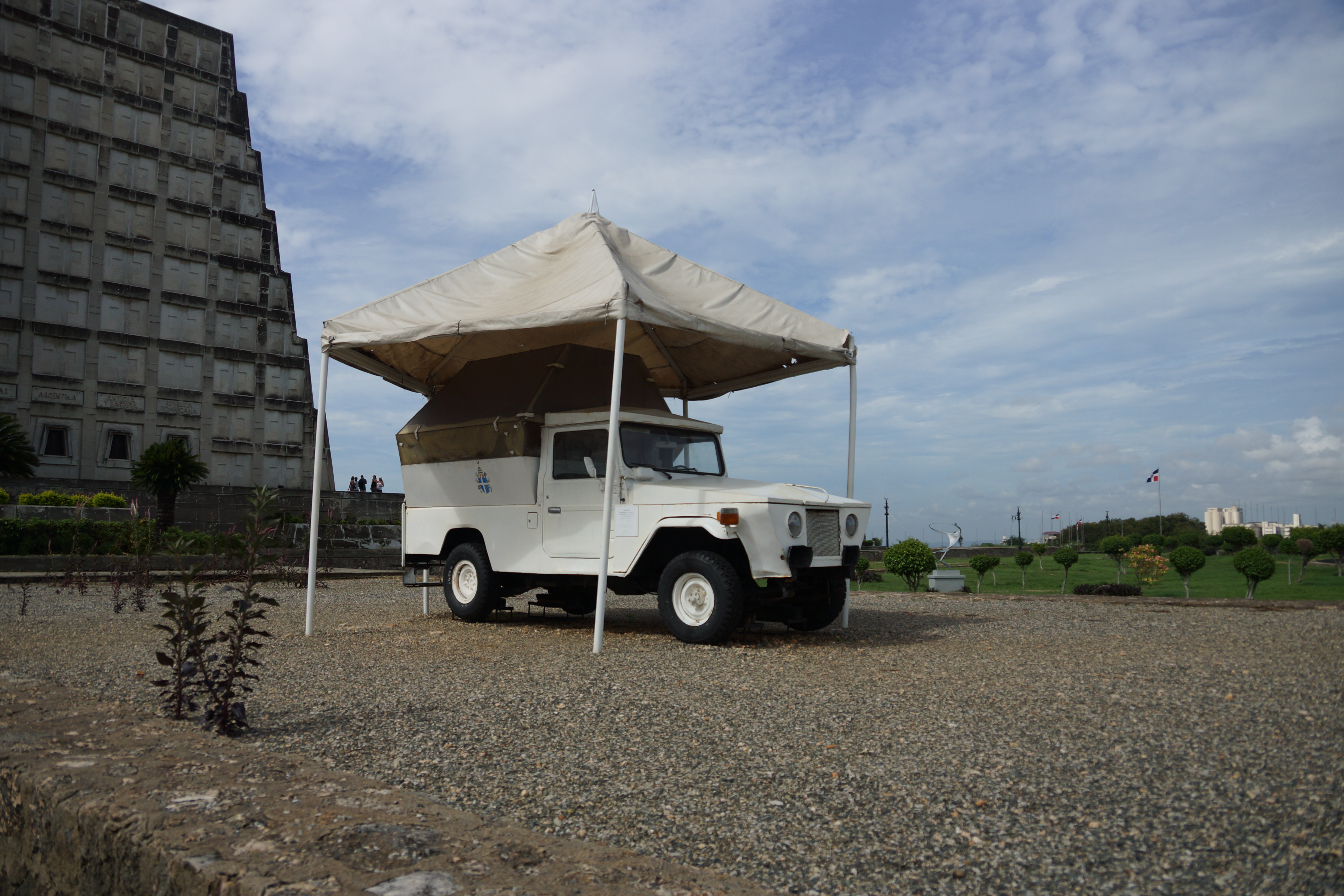
Папамобиль Иоанна Павла II
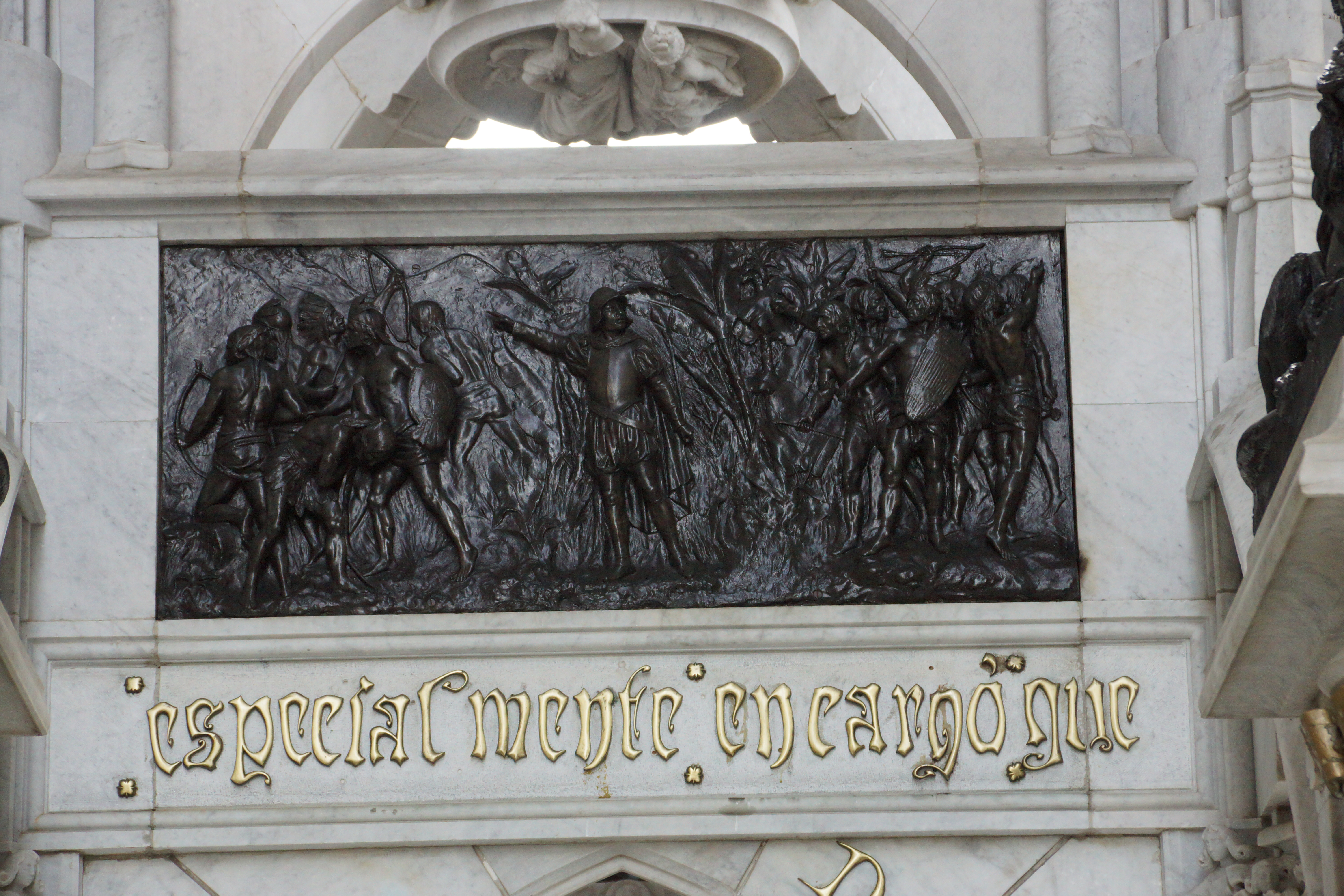
Барельеф 1 (мраморный мавзолей)
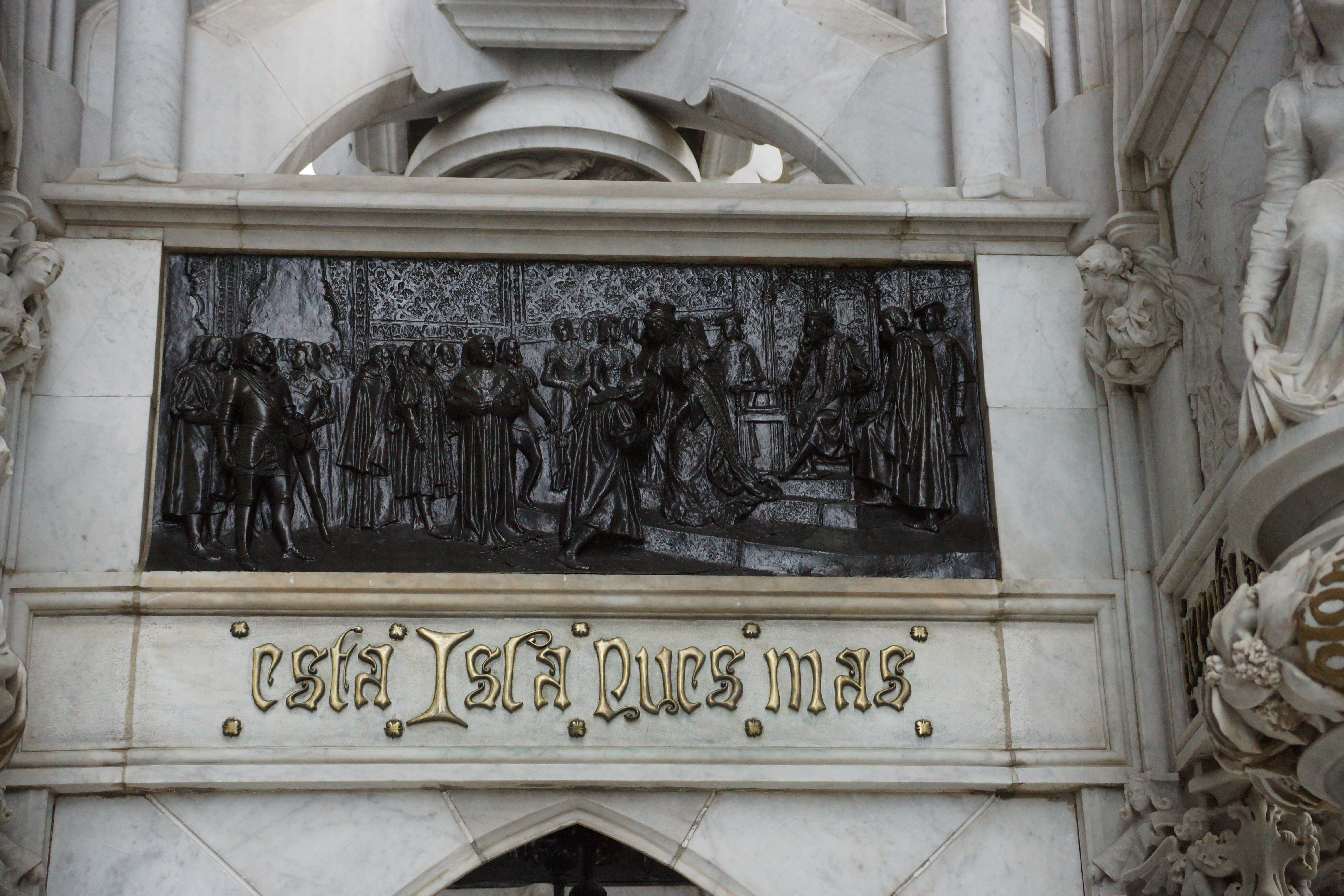
Барельеф 2 (мраморный мавзолей)
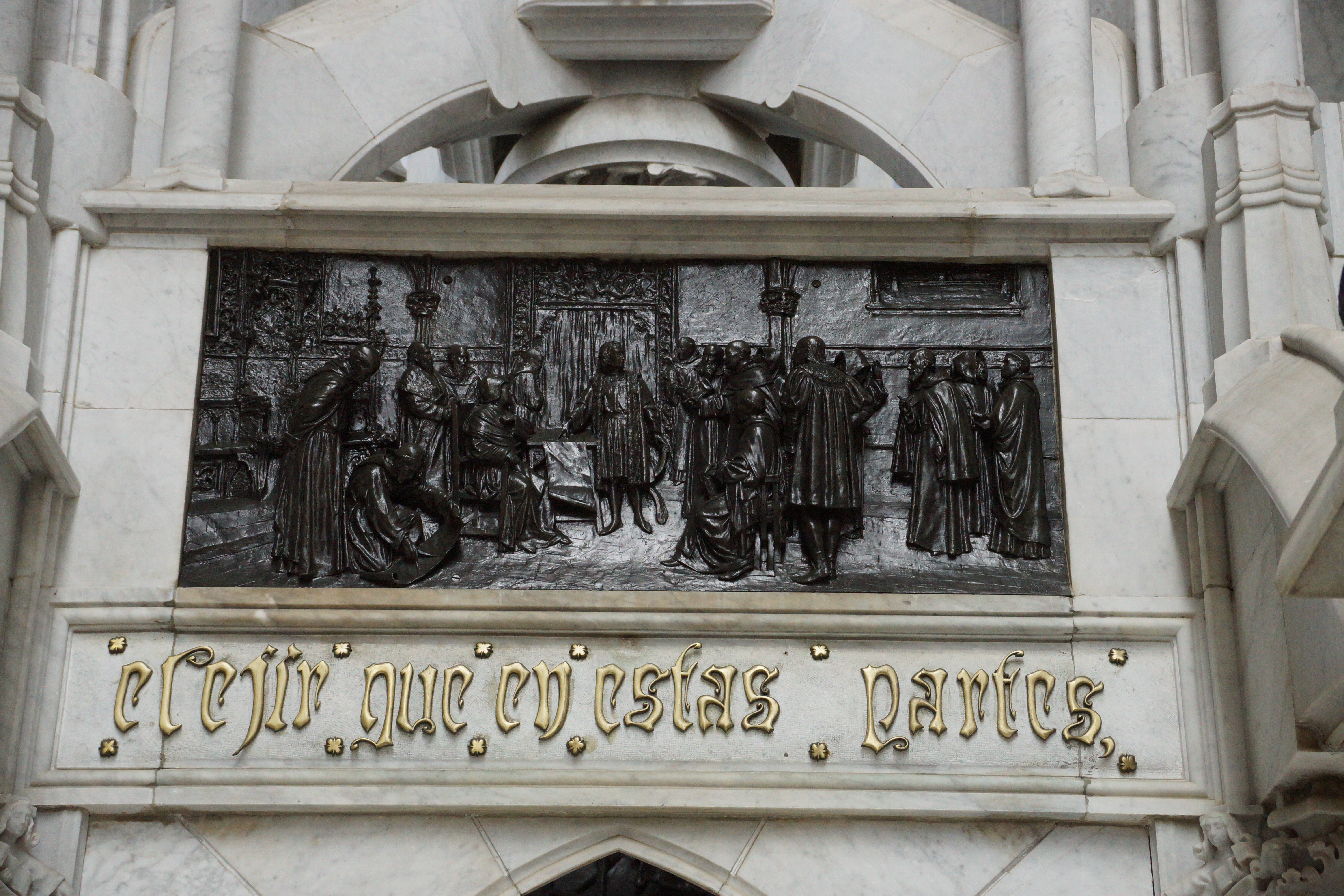
Барельеф 3 (мраморный мавзолей)
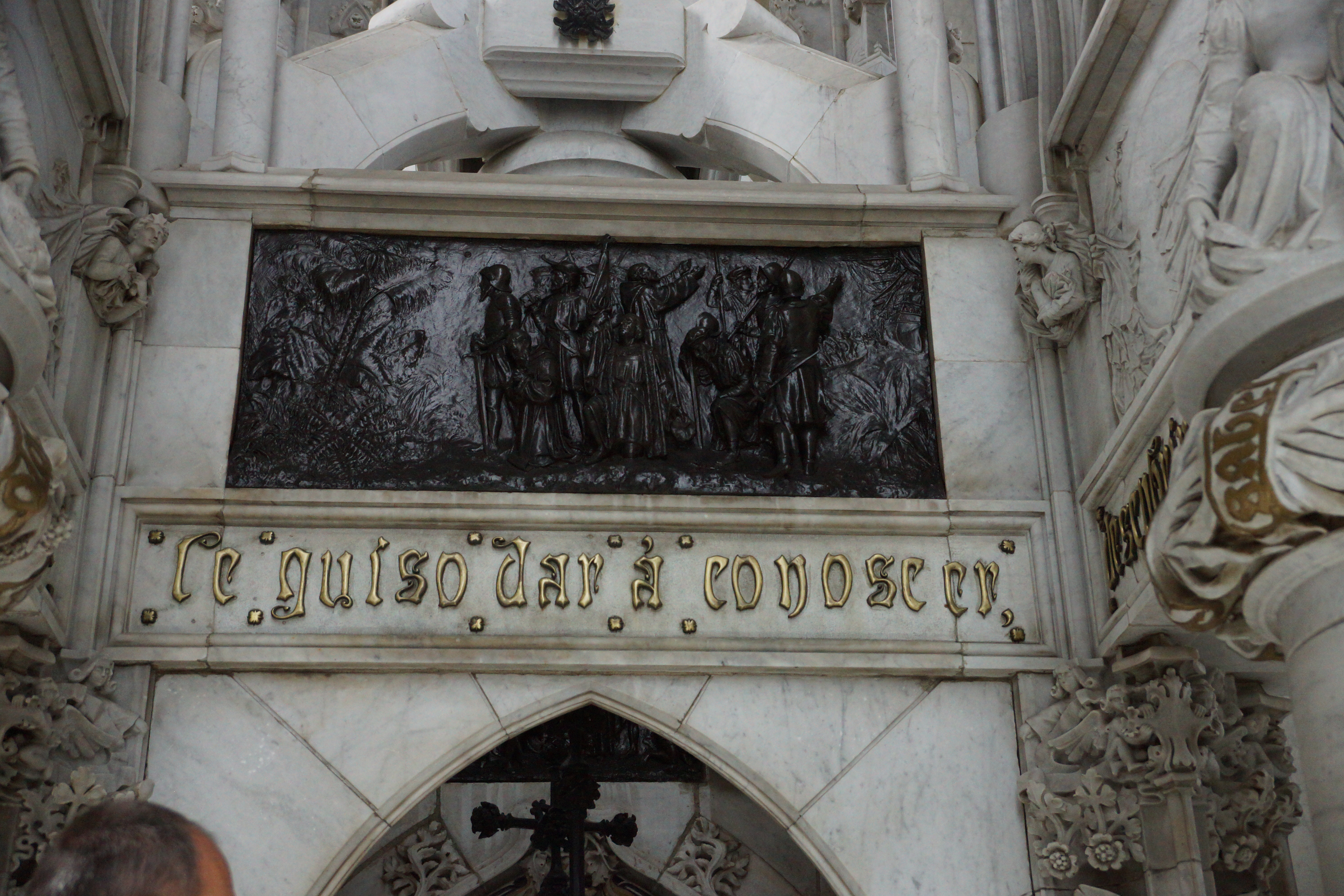
Барельеф 4 (мраморный мавзолей)
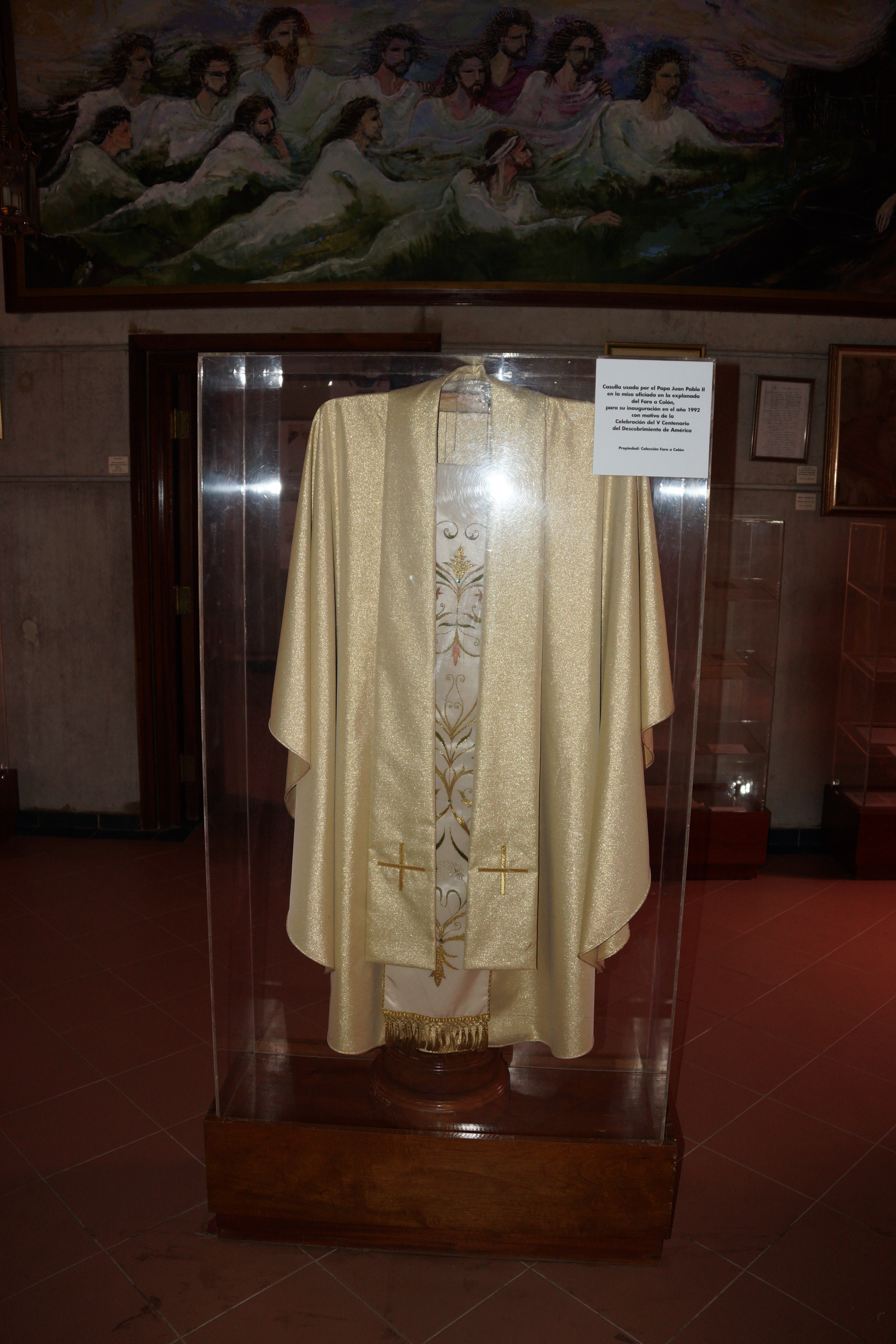
Казула Иоанна Павла II
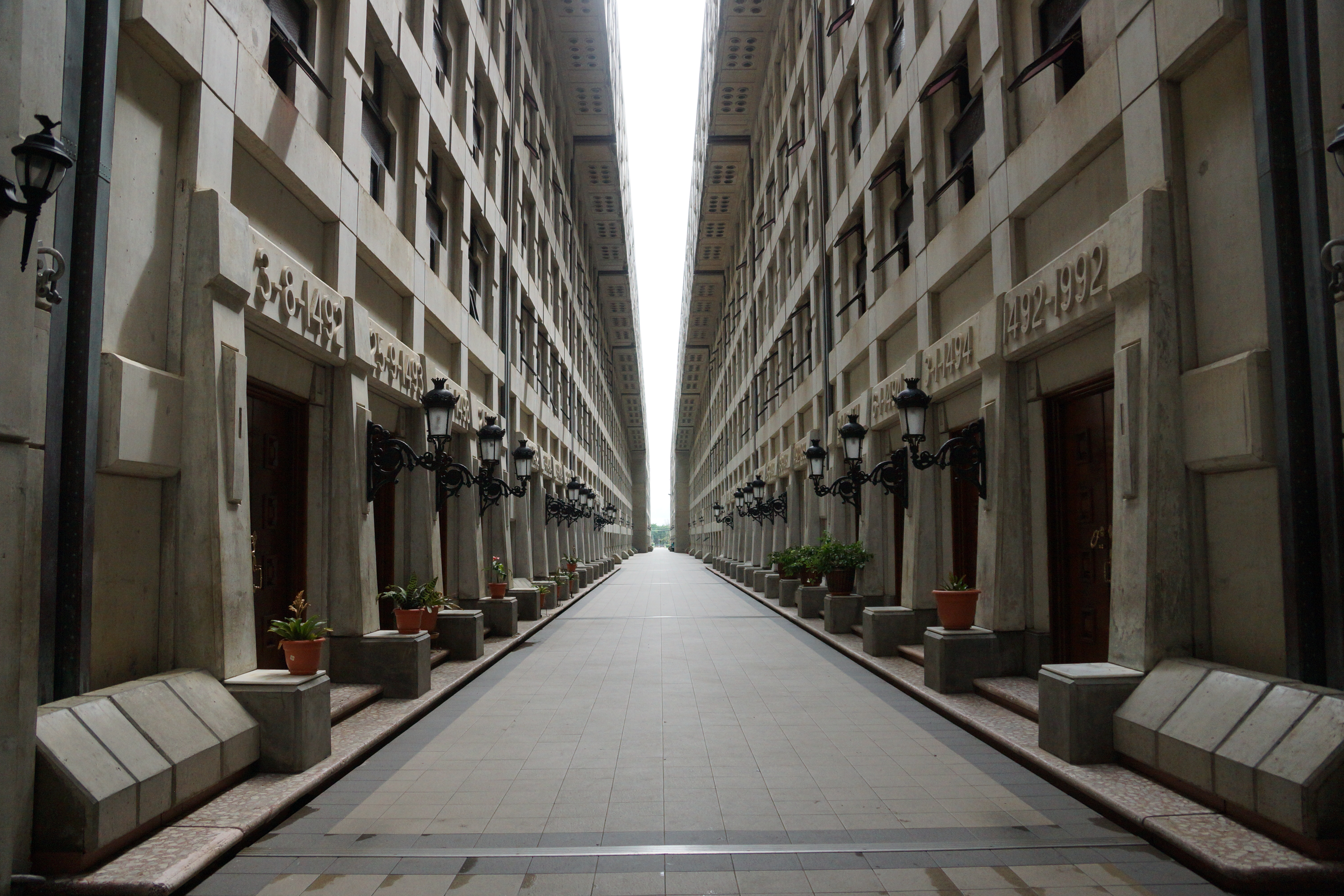
Коридор